# 飯塚信夫
飯塚 信夫（いいづか のぶお、1963年 - ）は、日本の経済学者。主な研究は、日本経済論・経済予測論・経済統計。学位は、経済学修士（千葉大学・2004年）。神奈川大学経済学部教授。東京都出身。

## 略歴
- 1986年：一橋大学社会学部卒業。日本経済新聞社編集局記者
- 1993年：日経ホーム出版社（現：日経BP）編集者兼記者
- 1997年：日本経済新聞社 編集局経済解説部記者
- 1999年：日本経済研究センター 研究員
- 2002年：日本経済研究センター 副主任研究員
- 2004年：千葉大学大学院社会科学研究科修了（経済学修士）
- 2005年：日本経済研究センター 経済分析部長兼主任研究員
- 2010年：日本経済新聞デジタルメディア NEEDS事業本部シニアエコノミスト
- 2011年：神奈川大学経済学部准教授
- 2014年：同大学経済学部教授[5]
- 2015年：一橋大学経済学部非常勤講師
- 2021年：東京財団政策研究所研究主幹（客員）

## 著作
- 『景気循環と景気予測』（共著、東京大学出版会、2003年）
- 『EViewsによる経済予測とシミュレーション入門』（共著、日本評論社、2006年）
- 『日本経済の構造変化と景気循環』（共著、東京大学出版会、2007年）
- 『超長期予測　老いるアジア』（共著、日本経済新聞出版、2007年）
- 『世界同時不況と景気循環分析』（共編著、東京大学出版会、2011年）
- 『経済時系列分析ハンドブック』（共著、朝倉書店、2012年）
- 『東京湾岸の地震防災対策 臨海コンビナートは大丈夫か』（共著、2014年）
- 『入門　日本経済（第５版）』（共編著、有斐閣、2015年）
- 『入門　日本経済（第６版）』（共編著、有斐閣、2020年）

## 受賞
- 景気循環学会「中原奨励賞」（2013年）[6]